# Follow the Rain
Follow the Rain è un singolo del gruppo musicale folk e indie rock 77 Bombay Street, il quarto estratto dal secondo album studio Oko Town. È stato pubblicato il 9 ottobre 2013 in formato digitale.

## Video musicale
Il videoclip ripropone delle immagini del brano mentre viene suonato in concerto con la folla che batte le mani e ritmo e si diverte. È stato pubblicato una settimana dopo rispetto al singolo sul canale ufficiale di YouTube.

## Tracce
iTunes e YouTube
1. Follow the Rain – 3:39

## Formazione
- Matt Buchli - voce, chitarra acustica
- Joe Buchli - chitarra elettrica
- Simri-Ramon Buchli - basso
- Esra Buchli - batteria